# الرياضة في الأردن
يُعد الأردن من أكثر الدول العربية في آسيا اهتماما بالشباب والرياضة بشكل عام، ويتجلى ذلك في عدد المجمعات والمدن الرياضية المخصصة للشباب، مما أثر إيجابا على مشاركاته في بطولات عربية وإقليمية ودولية كثيرة وخاصة على مستوى كرة القدم وكرة السلة، اللتان تلقيا إقبالا واهتماما كبيرا من قبل الشباب الأردني. كذلك ألعاب الدفاع عن النفس والسباحة وكرة التنس واليد والفروسية كلها ألعاب يقبل عليها الشباب في هذه المدينة بشغف. كما ساهم المجلس الأعلى للشباب بتنمية قدرات الشباب من جميع النواحي الحياتيه عن طريق نشر مراكز الشباب في مختلف محافظات المملكة.
من أكثر الأندية شعبية بين الجمهور الأردني على مستوى كرة القدم، هي أندية الوحدات (يتخد من ستاد القويسمة الدولي في الوحدات مقرا له) والفيصلي (يتخد من ستاد عمان الدولي مقرا له) بالإضافة إلى أندية أخرى مثل نادي البقعة، شباب الأردن، نادي الحسين إربد والرمثا. كما يلقى نادي زين والنادي الأرثوذكسي ونادي التطبيقية ونادي الأرينا... إلخ اهتماما كبير من قبل الجمهور ومشجعي كرة السلة الأردنية.

## تاريخ

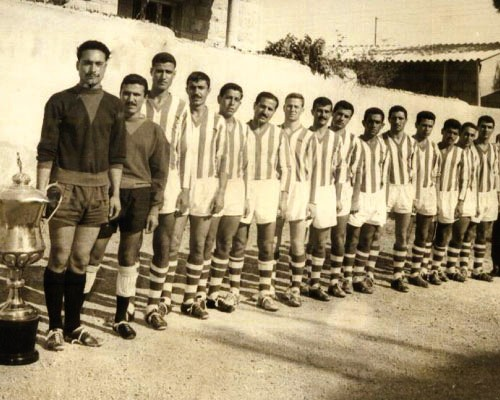
فريق النادي الفيصلي عام 1930.

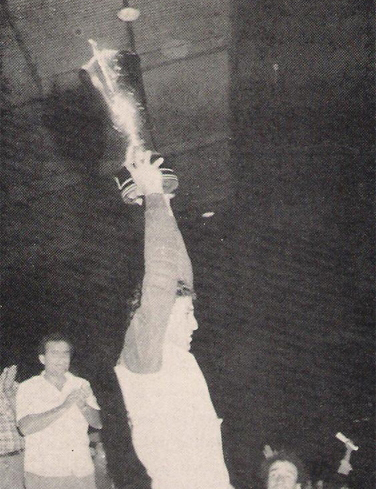
كاظم شبيب لاعب نادي الوحدات يرفع كأس بطولة 1984

يعود تاريخ الحركة الرياضية في الأردن إلى عهد إمارة شرق الأردن والملك عبد الله الأول، فقد بدأت ممارسة لعبة كرة القدم بعد قيام إمارة شرق الأردن عن طريق أفراد من القوات البريطانية الذين كانوا متواجدين ضمن قوات الجيش العربي آنذاك، ومارسها أيضًا بعض تلاميذ المدارس في عمان على نطاق ضيق، ثم انتشرت بين مدارس الأردن فيما بعد، وبدأت اللعبة في الانتشار بين عامة الناس قبل أن يبدأ تأسيس الأندية الرياضية، ليظهر بعد ذلك أول تنظيم رياضي غير رسمي يقيم سداسيات لكرة القدم بين الشباب الأردني والشباب الإنجليزي عام 1926. وظهرت لعبة الملاكمة منذ البدايات الأولى لتأسيس الإمارة وذلك على يدي (أديب كمال) الذي قام بتدريب مجموعة من الفتيان وأسس أول فريق للملاكمة في العام 1927.
في عام 1928؛ تأسس أول نادي رياضي في إمارة شرق الأردن باسم (نادي الأردن)، واقتصر على لعبة كرة القدم، ولعب أولى مبارياته الخارجية مع فريق نادي بردى السوري في نفس العام، قام بعض أعضاء فريق نادي الأردن لاحقًا عام 1933 بتشكيل نادٍ جديد عُرف باسم (نادي الأمير طلال) وسبقه في عام 1929 تأسيس (النادي الشركسي)، إلا أن هذه الأندية الثلاثة لم تستمر، لأن معظم أعضائها كانوا من الطلبة الذين يدرسون خارج الأردن.
في تلك الأثناء ظهرت رياضتا الهوكي والبولو، واستمر تطورهما حتى تشكَّل منتخب عسكري للبولو عام 1933، ثم ظهرت بعد ذلك رياضات ألعاب القوى، وقيادة الدراجات التي أُقيم لها سباق بطلب من الملك عبد الله الأول، وفازَ بالمركز الأول المتسابق (حسني سيدو الكردي) وحل ثانياً (سعيد عصفور). أما أول فريق لرياضة الجمباز فقد تشكل بمبادرة من لاعب الجمباز الشركسي (أحمد كمال قبشورة)، أما لعبتا الرماية والصيد فكانت جزءًا من الموروث الثقافي والاجتماعي لأهل المنطقة، وأدى اهتمام الملك عبد الله الأول بهما إلى جعلهما من الرياضات المهمة، إضافة للعبة الشطرنج والتي كان الملك عبد الله يمارسها في الأُمسيات التي تجمعه بالنخب من رجال الدولة.
في عام 1932؛ تأسس (نادي الأشبال) والذي عرف لاحقًا باسم بكشافة الفيصلي، ومع إلغاء برامج الكشافة من نشاطاته تشكل أول فريق لكرة القدم في العام 1937، أما عام 1944 فقد كان بداية جديدة لكرة القدم الأردنية إذ تأسس (الاتحاد الرياضي العام) وهو أول هيئة رسمية تشرف على النشاطات والمسابقات الرياضية بين الأندية، وشهد شهر نيسان من ذات العام إقامة أول دوري لكرة القدم على مستوى الأردن، بناءً على طلب الملك عبد الله الأول وعلى كأس مقدمة منه، شارك في الدوري 4 فرق هي: الفيصلي، الأردن، الأهلي والهومنتمن وفاز النادي الفيصلي بهذه البطولة، والتي كانت إحدى أقدم بطولات الدوري الكروية في الوطن العربي والقارة الآسيوية، وفي عام 1949 تأسس الاتحاد الأردني لكرة القدم والذي كان عضواً مؤسسًا في الاتحاد العربي لكرة القدم.
بدأت لعبة كرة السلة في إمارة شرق الأردن عام 1936 عندما جاء (حسين سراج) الذي أنهى دراسته في الجامعة الأمريكية في بيروت، وعُيِّن مدرسًا في المدرسة العسبلية بعمان، إذ أدخل اللعبة وعلَّم فنونها للشباب الأردني وشكَّل فريقًا من طلاب المدرسة، وفي العام 1938 بدأت كرة السلة بالانتشار في مدارس المحافظات كالسلط والكرك واربد، وأُقيمت أول مباراة رسمية في اللعبة بين فريقي (مدرسة السلط) و(مدرسة الكرك) على ملعب ثانوية السلط الذي أنشئ عام 1939.
استمرت كرة السلة بالانتشار على مستوى مدارس الأردن، وفي عام 1943 أُقيمت أول مباراة خارجية بين مجموعة من شباب الأردن ونادي بردى السوري على ملعب مدرسة الصناعة (مكان قصر العدل حاليًا بشارع السلط بعمان) وافتتح (النادي الأهلي) الذي بدأ ممارسة اللعبة عام 1944 ملعبه بتاريخ 5 أكتوبرعام 1950 في مباراة مع فريق (شركة الكهرباء) الذي كان قد تأُسس حديثاً.
أما ألعاب القوى فقد بدأت ممارستها عام 1944، عندما أقام (النادي الأهلي) مهرجانًا تضمن مسابقات في الوثب العالي، سباق 200م و600م، رمي الجلة والوثب الطويل، وشهد عام 1945 بداية ممارسة الأندية للكرة الطائرة من خلال المهرجان الرياضي الذي أقامه النادي الأهلي أيضًا، أما على صعيد كرة الطاولة، فقد كان للنادي الأهلي شرف تقديم اللعبة من خلال المهرجان الرياضي الذي أقامه، وفي عام 1946 أٌقيمت بطولة لكرة الطاولة جمعت بين أندية الفيصلي والأهلي والأردن، تلتها عام 1947 إقامة أول بطولة فردية في الأردن نظمتها مدرسة الكلية العلمية الإسلامية بمشاركة 130 لاعبًا.
وبعد أن تأسس الاتحاد الأردني لكرة القدم في العام 1949 وأصبح عضواً بالاتحاد الدولي (فيفا) عام 1958، نشطت الحركة الرياضية في لعبة كرة القدم في الأردن بشكل ملحوظ، إذ لعب المنتخب الأردني مباراته الدولية الأولى عام 1953 في الدورة الرياضية العربية الأولى بالإسكندرية وحل بالمركز الرابع بين 6 دول، حصل الأردن في هذه الدورة أيضًا على ميداليتين في كرة السلة ورفع الأثقال.
وفي عام 1955؛ كانت لعبة كرة الطاولة تواصل صعودها، إذ شارك المنتخب الوطني في أول بطولة عربية في دمشق بمشاركة 4 لاعبين، وفي عام 1956 شارك المنتخب الوطني في البطولة العربية الثانية في الإسكندرية والتي شهدت أول مشاركة نسوية باللعبة في تاريخ الأردن الرياضي، ليُعلن في العام 1957 عن تأسيس الاتحاد الأردني لكرة الطاولة.
وفي عام 1954؛ شاركت الفرق الأردنية في كرة السلة في الدورة المدرسية التي عقدت في بيروت، وفي العام 1957 تأسس الاتحاد الأردني لكرة السلة، وشهد نفس العام إقامة أول بطولة رسمية بمشاركة 6 أندية، قبل أن تبدأ ممارسة كرة اليد في معهد المعلمين عام 1958.
شهد العقد السادس من تاريخ الدولة الأردنية ثورة في تأسيس الأندية الرياضية، حيث بلغ عددها 56 ناديًا منها 22 ناديًا في العاصمة عمان، و13 في اربد، 6 في الزرقاء، 4 في المفرق، 2 في البلقاء والطفيلة وجرش، وواحدًا في مادبا ومعان والعقبة والكرك والبترا، ساعد هذا الأمر بقوة على تأسيس المزيد من الاتحادات الرياضية لتنظيم المسابقات في الألعاب الرياضية، إذ تشكلت 8 اتحادات خلال الأعوام 1973-1980 وهي اتحادات: الشطرنج عام 1973، الرماية عام 1974، الجمباز والتايكواندو والسباحة والكراتيه والسكواش عام 1979 والتنس الأرضي عام 1980، وخلال عقد الثمانينات أُعلن عن تأسيس 10 اتحادات رياضية جديدة، الأمر الذي وسع من دائرة البطولات والمشاركات الداخلية والخارجية.
والرياضة الأردنية هي الوحيدة بين الدول العربية التي لم تغب شمسها عن الدورات الرياضية العربية وبواقع 12 مشاركة حتى الآن.

## الانطلاقة الأولمبية

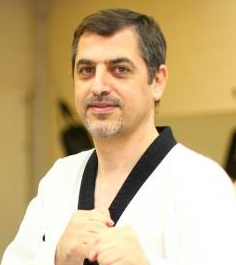
سامر كمال، الحاصل على برونزية في رياضة التايكواندو عام 1988.

في عام 1980 كان الوفد الأردني حاضرًا في أول مشاركة في دورات الألعاب الأولمبية في موسكو، إذ شارك في رياضة الرماية عبر اللاعبين: محمد سمارة، حسام فليح، نواف تيم، رافع فهد، زياد فرج، أمير بركات، خيري ياسر، محمد عيسى شاهين، ونادر شلهوب.
أما عقد الثمانينات فقد شهد ثلاثة أحداث رئيسية؛ الأول بالمشاركة في دورة الألعاب الأولمبية في لوس انجلوس 1984 في ألعاب الرماية والمبارزة وألعاب القوى وهي الدورة التي شهدت أيضًا أول مشاركة نسوية أردنية عبر العداءة رائدة بدر، والحدث الثاني تمثل بالمشاركة الأردنية في دورة الألعاب الأولمبية في سيؤول 1988 وشارك فيها بست ألعاب هي: المصارعة، الملاكمة، التايكواندو، القوس والنشاب، كرة الطاولة، والمبارزة، وفي هذه الدورة ارتفع العلم الأردني في سماء سيؤول مرتين بعد أن حقق لاعبا التايكواندو سامر كمال وإحسان سميح ميداليتين برونزيتين، لكن اللعبة لم تكن حينها رسمية في الأولمبياد، أما الحدث الثالث فتمثل في الحصول على الميدالية الذهبية لكرة السلة عام 1985 في الدورة الرياضية العربية السادسة في الرباط.
شارك لاعبو المنتخب الوطني الأردني في ثلاث دورات أولمبية لاحقة بعد دورة سيؤول؛ وهي برشلونة 1992 في رياضات الرماية وكرة الطاولة وألعاب القوى والتايكواندو، وفيها أضاف عمار فهد ميدالية برونزية للرصيد الأولمبي الأردني، لكن الرياضة لم تكن رسمية أيضًا، كما شاركت المنتخبات الأردنية في دورة أتلانتا 1996 في 3 رياضات هي: الرماية، السباحة، وألعاب القوى، كما شاركت في دورة سيدني 2000 عبر 6 رياضات: الرماية، السباحة، ألعاب القوى، الفروسية، التايكواندو، وكرة الطاولة، وتأهل منتخب كرة السلة للشباب عام 1995 إلى نهائيات كأس العالم في اليونان.

### الميداليات الاولمبية
حقق الاردن أول ميدالية ذهبية في الألعاب الاولمبية عبر لاعب منتخب التايكواندو أحمد أبو غوش، حيث فاز بميدالية ذهبية للأردن في الألعاب الأولمبية الصيفية 2016 في ريو دي جانيرو في منافسات التايكوندو وزن 68 كغم للرجال. ايضا في الألعاب الاولمبية في  2020 طوكيوحصل صالح الشرباتي على ميدالية فضية في رياضة التايكواندو وعبد الرحمن المصاطفةعلى الميدالية البرونزية في رياضة الكراتيه
| الميدالية | الاسم               | البطولة            | الرياضة    |
| --------- | ------------------- | ------------------ | ---------- |
| ذهبية     | أحمد أبو غوش        | 2016 ريو دي جانيرو | التايكوندو |
| فضية      | صالح الشرباتي       | 2020 طوكيو         | التايكوندو |
| برونزية   | عبد الرحمن المصاطفة | 2020 طوكيو         | الكاراتيه  |

## الحركة الرياضية

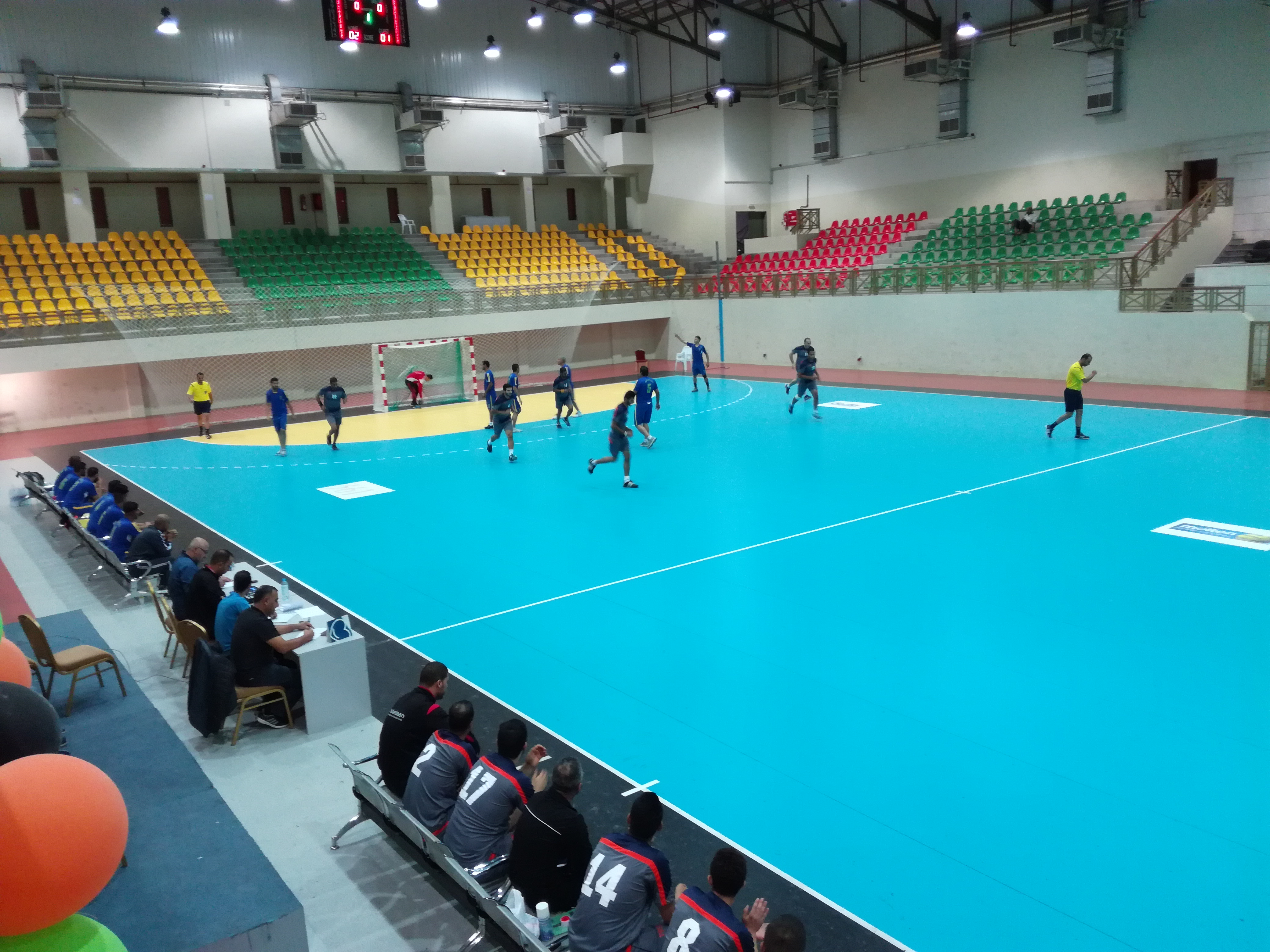
ملعب لكرة اليد في مدينة الحسين للشباب.

كانت جهود رعاية الشباب والرياضات المختلفة والأندية منذ بداية تأسيس الدولة محكومة بقانون الجمعيات الخيرية (الشؤون الاجتماعية آنذاك)، إلى أن صدر قانون مؤسسة رعاية الشباب رقم 13 لسنة 1968، ثم أصبح أمر رعاية الشباب منوطًا بمؤسسة رعاية الشباب التي حدد القانون أعمالها ومجالات أنشطتها، وبقيت المؤسسة تابعة لرئاسة الوزراء حتى عام 1976، عندما أنشئت وزارة الثقافة والشباب وكان فواز شرف أول وزير لها.
أشرفت وزارة الثقافة على أعمال المؤسسة كأحد إداراتها إلى حين صدور قانون رعاية الشباب رقم 8 لعام 1987، إذ تأسست وزارة خاصة بالشباب ثم دمجت ضمن وزارة الشباب والرياضة، واستمرت بهذا الاسم إلى عام 2001 حين صدر القانون المؤقت رقم 65 الذي تم بموجبه الفصل بين الشباب والرياضة، وعلى أثره تم إلغاء وزارة الشباب وتشكيل المجلس الأعلى للشباب والذي رافقه استقلال اللجنة الاولمبية الأردنية كهيئة أهلية يتولى رئاستها الأمير فيصل منذ عام 2003، قبل أن تعود وزارة الشباب في مناسبتين 2011 و2016 وتبقى كذلك حتى الآن.

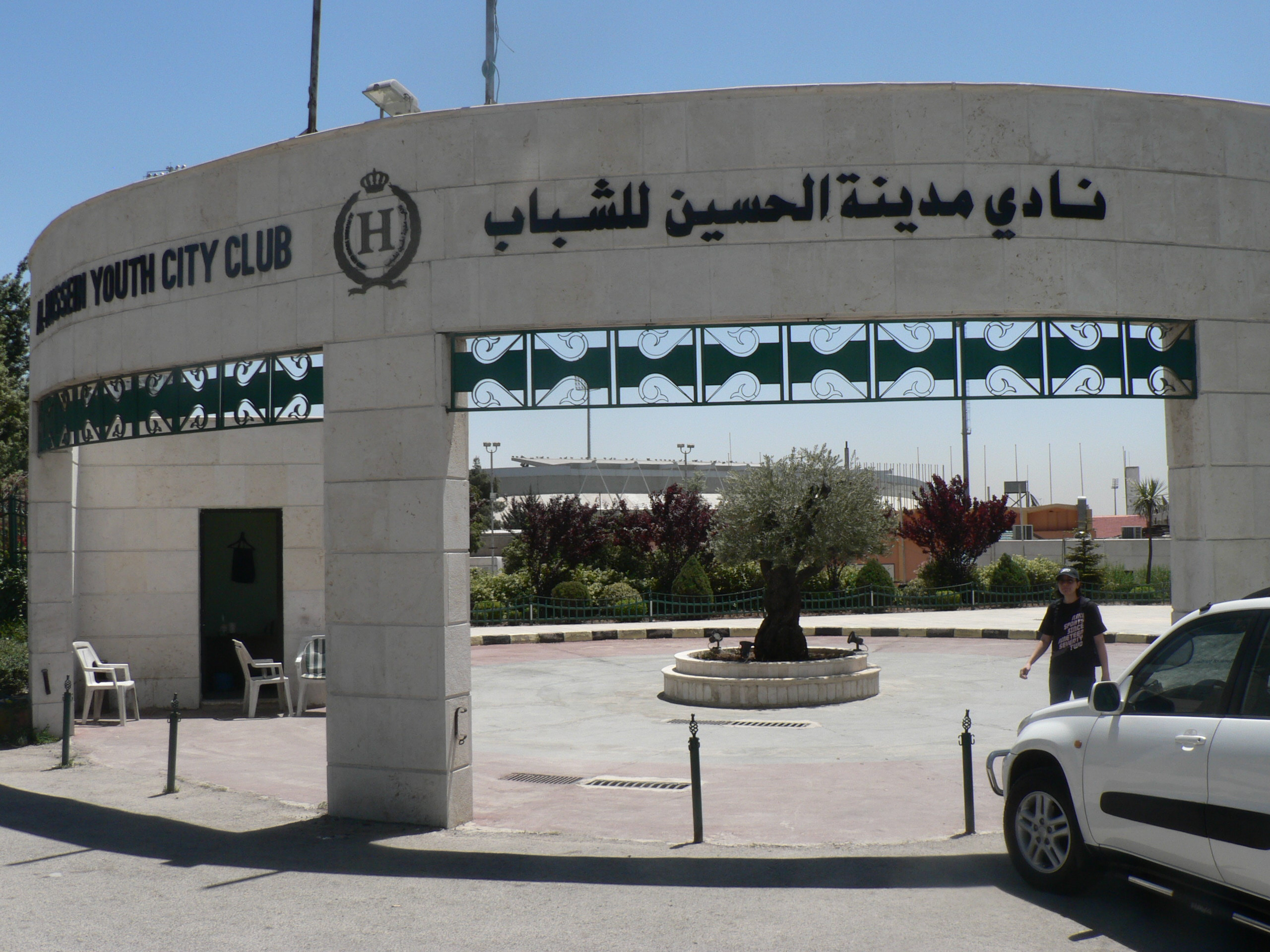
مدخل مدينة الحسين للشباب

عام 1964 بدأ إنشاء مدينة الحسين للشباب بتبرع من الملك الحسين وانتهى العمل فيها عام 1968، كانت هذه المدينة النقطة الفارقة لتحقيق التطور الرياضي والشبابي. وفي عقد الستينيات أنشأت 10 مراكز شبابية في عدد من المحافظات.
ومع نهاية القرن الماضي كانت الحركة الشبابية في أوجها بعد أن تضاعفت عملية بناء المراكز الشبابية والمدن والمجمعات الرياضية، وازداد عدد الأندية الرياضية، فافتتح أول مجمع رياضي في الأردن (مجمع الأمير حسين بن عبد الله) في السلط عام 1989، وأنشأت مدينة الحسن الرياضية في إربد عام 1990 لاحتضان الأنشطة الرياضية والشبابية في الشمال، وأنشأت مدينة الأمير محمد في الزرقاء 1999، وبلغ عدد الأندية 156 ناديا رياضيًا وشبابيًا، في الوقت الذي بلغ فيه عدد المراكز الشبابية 45 مركزا للشباب والشابات.
وفي عام 2015، استضاف الأردن المنتدى العالمي للشباب والسلام والأمن برعاية الأمير الحسين ولي العهد، على خلفية إصدار قرار رقم 2250 الذي تبناه مجلس الأمن والذي جاء تتويجًا لجهود الأردن لتسليط الضوء على دور الشباب وأهمية مشاركتهم كعنصر أساسي وفاعل في صناعة السلام وحل النزاعات. ونتج عن المنتدى (إعلان عمان حول الشباب والسلام والأمن)، الذي صاغه الشباب بأنفسهم وشكّل رؤية مشتركة وخارطة طريق لسياسات أفضل من أجل تعزيز دور الشباب.

## استضافة البطولات
استضاف الأردن ونظم مجموعة متنوعة من البطولات والفعاليات الرياضية الدولية والإقليمية، مما عزز من مكانته وأبرز قدراته في تنظيم وإدارة الأحداث الرياضية الكبيرة. من أبرز هذه البطولات في كرة القدم تحديدا:
- بطولة الأردن الدولية في الاعوام 1992، 2022، 2023
- بطولة فوكس الدولية 2011

- الدورة الرياضية العربية التاسعة (دورة الحسين عام 1999)
- بطولة اتحاد غرب آسيا لكرة القدم التي انطلقت عام 2000، استضافتها المملكة في ثلاثة بطولات مرات في الأعوام 2000، 2007، و2010.
- كأس العالم للسيدات تحت 17 سنة لكرة القدم عام 2016 ، ليصبح بذلك أول دولة عربية تستضيف إحدى بطولات كأس العالم لكرة القدم للسيدات بمختلف فئاتها العمرية.
- بطولة آسيا للمنتخبات لكرة اليد
- بطولة الأندية العربية لكرة السلة للرجال والسيدات في صيف عام 1990[4]
- بطولة النخبة العربية 2001

- بطولة آسيا لألعاب القوى 2007
- كأس العرب 1988

- بطولة غرب آسيا لكرة الصالات للرجال 2009
- كأس آسيا لكرة القدم للسيدات 2018

## الحركة الكشفية

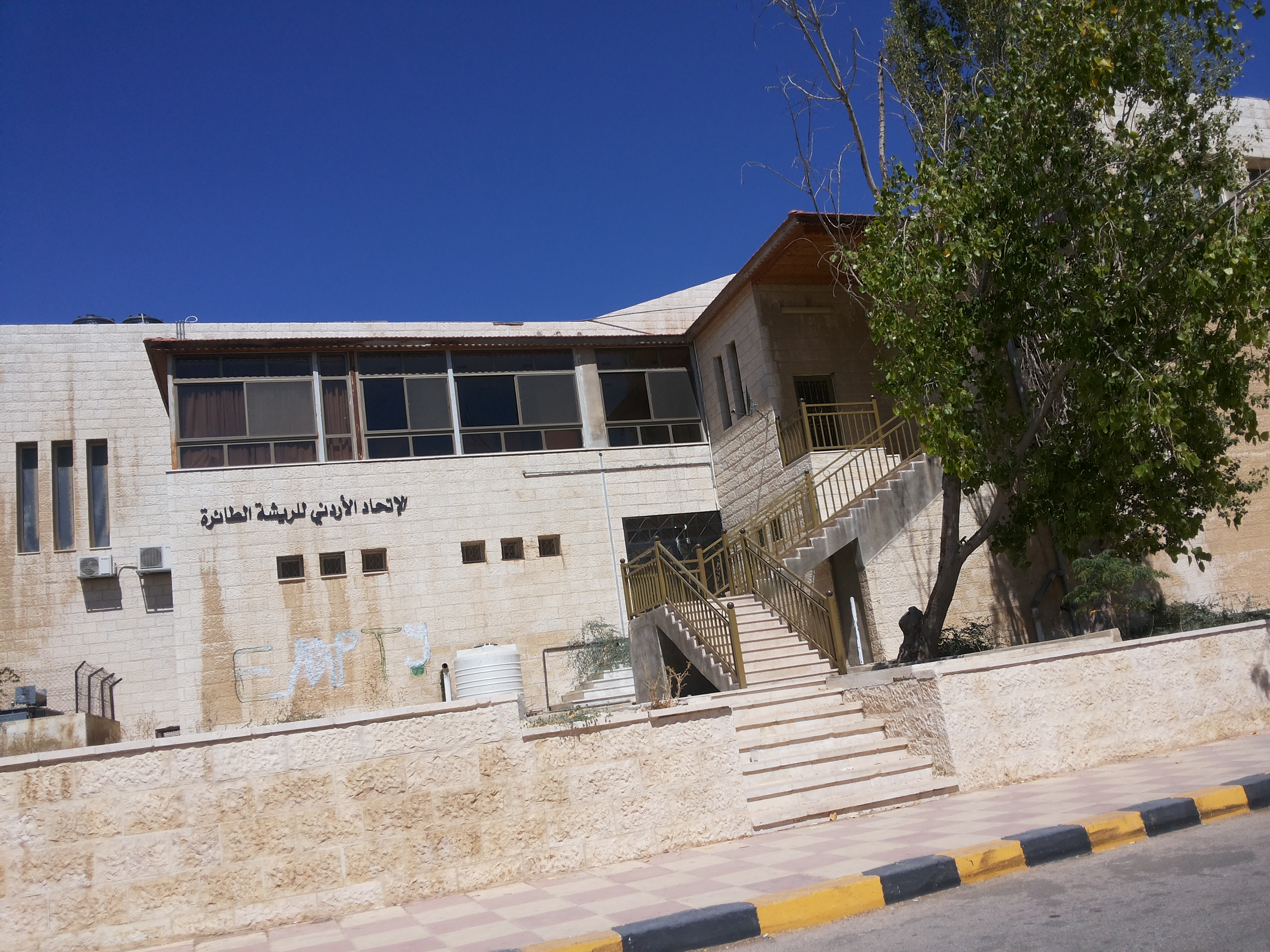
مبنى الاتحاد الأردني للريشة الطائرة في عمان

كانت الحركة الكشفية حاضرة مع تأسيس الإمارة، إذ تأسست أول فرقة كشفية أردنية في مدرسة تجهيز السلط عام 1923 وكان قوامها 30 كشافًا، وتولى عدد من أفراد الجيش العربي الأردني تدريبهم، قبل أن يتولى تدريب الفرقة (محمد تيسير ظبيان).
وفي عام 1925؛ تأسست الفرقة الكشفية الثانية في المدرسة الإنجيلية العربية بالسلط بقيادة (ميخائيل خوري) واستقبلها الملك عبد الله الأول في قصره بعد أن أكملت الفرقة رحلة كشفية سيرًا على الأقدام في الفحيص ووادي السير وعمان، كما تأسست فرق كشفية كنادي جلعاد والأهلي ونادي الشباب في معان، قبل أن يتم تنظيم الحركة الكشفية في مدارس الإمارة عام 1937 بإشراف وزارة المعارف آنذاك.
بدأت الجهود لتأسيس جمعية الكشاف الأردني بعد مشاركة الأردن في المؤتمر الكشفي العربي الأول في سوريا عام 1954، ووافق عليها مجلس الوزراء الأردني عام 1955 واعترف بها رسميًا بقرار نص على أن الملك هو حامي الجمعية وكشافها في المملكة الأردنية الهاشمية، وفي نفس العام تم الاعتراف بالجمعية من قبل المنظمة الكشفية العالمية.
اعترفت المنظمة الكشفية العالمية بجمعية الكشاف الأردني التي أُنشئت في عام 1955، وبقيت هذه الجمعية تخدم قطاع الكشافة في الأردن حتى إنشاء مؤسسة رعاية الشباب في الأردن عام 1967 التي أعدت نظامًا سمي (نظام الكشافة والمرشدات) وتشكلت في العام 1988 القيادة العامة للكشاف الأردني وصدرت إرادة ملكية تقضي بتعيين الأمير رعد بن زيد قائدًا عامًا للكشاف الأردني، واشتركت المؤسسة في التجمع الكشفي الإسلامي الأول والثاني والثالث التي أقيمت في مكة، والمخيم العربي الثامن الذي أقيم في الجزائر عام 1969 وفي المخيم التاسع الذي أقيم في سورية في العام 1970، وبلغ عدد الأشبال والكشافة والجوالة في ضفتي الاردن عام 1967: 13247 شخص، وفي الضفة الشرقية في العام 1970: 8589 شخص، وتشكلت المفوضيات لتشرف على النشاط الكشفي والإرشادي في مختلف مناطق الأردن.
وبعد المؤتمر الكشفي الأردني الأول الذي عقد في عجلون عام 1975؛ تقرر دمج قيادة الحركة الكشفية وقيادة الحركة الإرشادية، وتشكلت جمعية الكشافة والمرشدات الأردنية، وبعد إلغاء مؤسسة رعاية الشباب تشكلت جمعية الكشافة والمرشدات الأردنية وهي تضم حاليا ما يزيد عن 75000 كشاف ومرشدة وقائد وقائدة ينتسبون للجمعية من خلال قطاعات هي: قطاع التربية والتعليم (وتضم الكشافة والمرشدات في المدارس الحكومية والخاصة) وقطاع الشباب (ويضم الكشافة والمرشدات في مراكز الشباب والشابات التابعة لوزارة الشباب) وقطاع التعليم العالي (ويضم الجوالة في الجامعات الرسمية والخاصة) والقطاع الأهلي (ويضم الكشافة والمرشدات في الأندية، الجمعيات، الهيئات المستقلة والهيئات الأهلية)، ويشرف على الجمعية لجنة تنفيذية مكونة من 16 عضوًا برئاسة الأميرة بسمة بنت طلال.

## الرياضة في عهد الملك عبد الله الثاني
مارس الملك عبدالله الثاني صنوفًا مختلفة من الرياضات مثل كرة القدم والرجبي والسباحة والغطس والقفز بالمظلات وسباقات السيارات، كما ترأس الاتحاد الأردني لكرة القدم 1992-1999، وخلالها حقق المنتخب الوطني لقب بطولة الأردن الدولية عام 1992 قبل الظفر بذهبية دورة الألعاب العربية عام 1997 في بيروت.
إلى جانب ذلك، تفوق الملك عبد الله في رياضة سباق السيارات؛ حيث بدأ مشاركاته عام 1984 من خلال رالي بنك البتراء الوطني، ورالي دايهاتسو الوطني، وحمل لقب بطولة الأردن للسائقين عام 1984، وفي عام 1985 شارك الملك عبد الله لأول مرة في رالي الأردن الدولي ضمن بطولة الشرق الأوسط، وحقق المركز الثالث في رالي الأردن الدولي روثمانز عامي 1986 و1988، واحتل في العام ذاته المركز السابع في رالي قصور الصحراء، وفاز بسباق رالي الألبان الدنماركية، وحصل على المركز الثاني في رالي طريق الملوك، كذلك فاز في ذات العام ببطولة الأردن للسائقين وشارك في رالي قطر الدولي عام 2000.
وفي عام 1987 شارك الملك عبدالله الثاني في رالي الأردن الدولي، وفي سباق تسلق مرتفعات الرمان شارك في سباقين حاز فيهما على المركز الثاني والثالث عام 1988 و1989، وعاد ليحتل المركز الرابع عام 2000، وهو السباق الذي حقق فيه الملك الراحل الحسين بن طلال رقما قياسيا عام 1989 بزمن 2,04,67 دقيقة.
كانت الرعاية الكبيرة للكرة الأردنية التي أولاها الملك عبد الله الثاني بمثابة الموجه الأساس للأمير علي بن الحسين رئيس الاتحاد، وكانت البداية في (دورة الحسين) بنيل ذهبية مسابقة كرة القدم، محافظا على الإنجاز الذي تحقق في بيروت العام 1997، ولأول مرة بتأهل المنتخب الوطني إلى نهائيات أمم آسيا في الصين العام 2004 والتأهل للدور الثاني.
كما تأهل المنتخب لنهائيات كأس الأمم الآسيوية الخامسة عشرة التي جرت في الدوحة عام 2011 لدور الثمانية، وسجلت الكرة الأردنية إنجازات مشرفة على مستوى منتخبات الفئات العمرية توجت بالتأهل إلى نهائيات كأس العالم للشباب 2007، وبلغ منتخب تحت سن 22 مربع الذهب للبطولة الآسيوية وظفر بالميدالية البرونزية.
وشهدت كرة القدم النسوية نقلة نوعية تمثلت بإنجازات عربية للمنتخب النسوي وأخرى آسيوية بعدما تأهل المنتخب إلى النهائيات في فيتنام، وشارك منتخب الشابات في مونديال السيدات تحت 17 سنة الذي استضافته الأردن بمشاركة 16 منتخبا عالميا، ووصل المنتخب الأردني إلى الملحق العالمي في تصفيات كأس العالم 2014، وواجه منتخب أوروجواي مرتين في عمان ومونتفيديو.
وللمرة الأولى في تاريخ كرة القدم الأردنية اجتازت المنتخبات الأردنية تصفيات البطولات الآسيوية الثلاث الكبرى (منتخبات الرجال، الشباب، الناشئين) خلال عام 2010 وفي سنوات عديدة أخرى وكان آخرها حصول المنتخب الوطني تحت سن 22 سنة على المركز الثالث في نهائيات النسخة الأولى من نهائيات كأس آسيا في سلطنة عمان 2014، ثم جاء الإنجاز العالمي الكبير عندما حصل الأردن على شرف استضافة نهائيات كأس العالم للشابات عام 2016.
تكررت هذه الانجازات أيضا في كرة السلة عندما تأهل المنتخب الوطني إلى نهائيات كأس العالم مرتين عامي 2010 و2019، واحتل المركز الثاني في بطولة كأس آسيا، وفاز بكأس وليام جونز 2007 و2008 وذهبية الدورة العربية السادسة في المغرب عام 1985، وفضية الدورة العربية السابعة في سوريا عام 1992، وفضية الدورة العربية التاسعة في عمان عام 1999، والسيف الذهبي للبطولة العربية العسكرية عام 1987 في الإمارات، والمركز الثالث في بطولة آسيا في ماليزيا 1986، والمركز الثاني في بطولة الملك عبد الله 1992، والمركز الأول في بطولة الملك عبد الله 2004، والمركز الأول في بطولة قطر الدولية عام 2004، والتأهل إلى نهائيات كأس العالم للشباب في اليونان 1995، والمركز الثالث في كأس التحدي الآسيوي 2016.

## المدن الرياضية
كان هناك استشعار للقيادة الأردنية منذ منتصف الستينات في القرن الفائت، بحاجة الشباب الأردني لإنشاء مركز ريادي يخدم الشباب في كافة المجالات لإبراز قدراتهم وإبداعاتهم ومواكبة التقدم والتطور مما يعكس صورة مشرقة عن الأردن وشعبه، فتبلورت فكرة إنشاء مدينة للشباب التي أصبحت رائدة المدن الرياضية في الشرق الأوسط. تقع المدينة الرياضية أو مدينة الحسين للشباب في قلب العاصمة عمان، وتمتد على قطعة أرض تبلغ مساحتها حوالي 1200 دونم تغطي الأشجار ثلث مساحتها، بينما تحتل المنشآت الرياضية والملاعب والحدائق العامة والمواقف باقي مساحتها. تم البدء بإنشاء المدينة عام 1964 واستغرق ذلك حوالي أربع سنوات.
يشار بالذكر إلى أنه توجد في المملكة مدينتان أخرى للرياضة؛ الأولى هي مدينة الحسن للشباب في إربد، أما الثانية فهي مدينة الأمير محمد للشباب في الزرقاء. يوجد في المملكة عدد من المدن الرياضية في المحافظات منها:
- مدينة الحسين للشباب والتي تضم عددا كبرا من المرافق الرياضية اهمها ستاد عمان الدولي
- مدينة الحسن للشباب، في مدينة إربد
- مدينة الأمير محمد، في محافظة الزرقاء
- مدينة الأمير هاشم للشباب تقع في مدينة مادبا على الطريــق الملوكي وتبعد عــن مركز المدينة سبعة كيلومترات ومقامة على قطعة أرض مساحتها 137 م 2
- مدينة الأمير حمزة للشباب (العقبة). تعد مدينة الأمير حمزة للشباب من أهم المرافق الرياضية في محافظة العقبة حيث تخدم الحركة الرياضية والشبابية في المحافظة وباقي مناطق المملكة نظراً للمناخ المعتدل طوال السنة لإقامة المعسكرات التدريبية للأندية والمنتخبات الوطنية

## انظر ايضا
- اللجنة الأولمبية الأردنية
- وزارة الشباب (الأردن)